# Success Eduan
Success Eduan (* 27. September 2004) ist eine britische Leichtathletin, die sich auf den Sprint spezialisiert hat.

## Sportliche Laufbahn
Erste internationale Erfahrungen sammelte Success Eduan im Jahr 2021, als sie bei den U20-Europameisterschaften in Tallinn in 23,62 s die Bronzemedaille im 200-Meter-Lauf gewann und mit der britischen 4-mal-100-Meter-Staffel in 44,62 s die Goldmedaille gewann. Im Jahr darauf schied sie bei den U20-Weltmeisterschaften in Cali mit 23,56 s im Halbfinale über 200 Meter aus und 2023 gewann sie bei den U20-Europameisterschaften in Jerusalem in 23,34 s erneut die Bronzemedaille über 200 Meter und sicherte sich mit der Staffel in 43,86 s die Silbermedaille. Bei den World Athletics Relays 2025 siegte sie in 42,21 s in der 4-mal-100-Meter-Staffel, ehe sie bei den U23-Europameisterschaften in Bergen in 22,74 s die Goldmedaille über 200 Meter sowie in 42,92 s auch im Staffelbewerb gewann.
2023 wurde Eduan britische Hallenmeisterin im 200-Meter-Lauf.

## Persönliche Bestzeiten
- 100 Meter: 11,39 s (−0,1 m/s), 24. Juni 2023 in Mannheim
  - Meter (Halle): 7,41 s, 26. Februar 2022 in Birmingham
- 200 Meter: 22,66 s (+1,4 m/s), 14. Juli 2024 in La Chaux-de-Fonds
  - 200 Meter (Halle): 23,41 s, 18. Februar 2024 in Birmingham